# Planking (internetmeme)

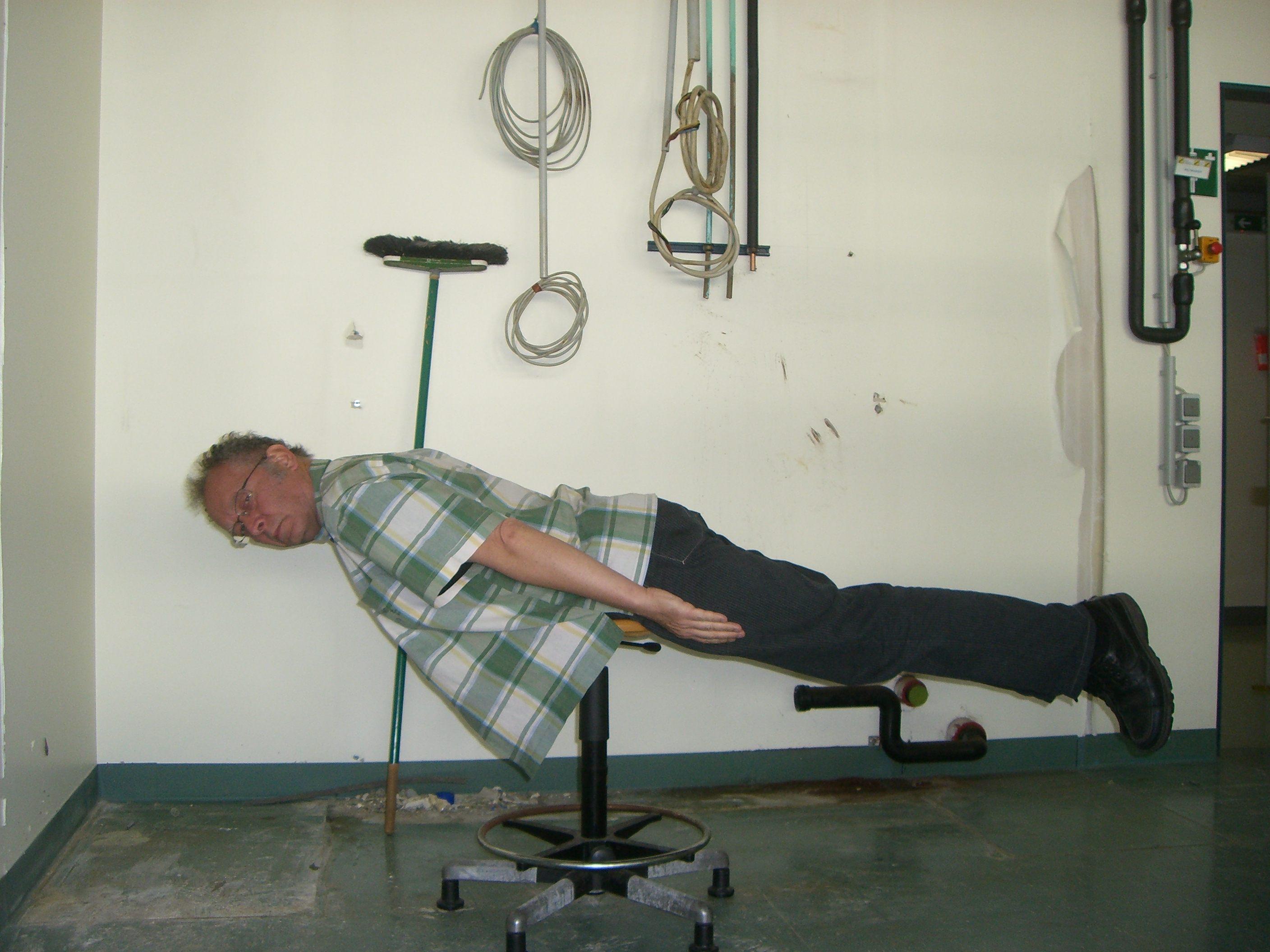
Planker

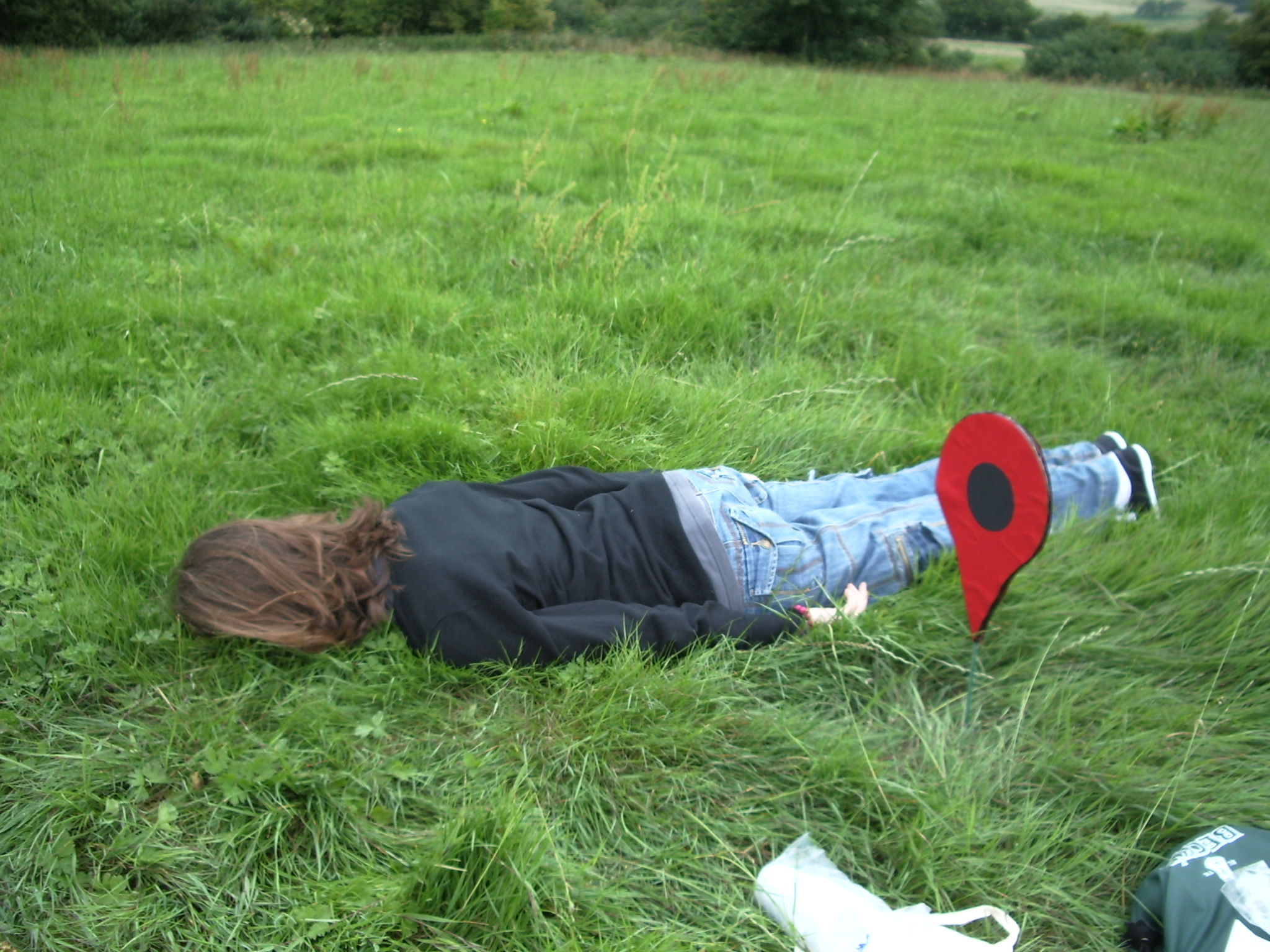
Planker plat op de grond

Planking (ook wel The Lying Down Game of planken) is een internetmeme en -rage waarbij men op de buik zo gestrekt mogelijk roerloos op de grond gaat liggen, met de armen langs het lichaam en het hoofd richting de grond.Om vervolgens letterlijk als een plank doodstil te blijven liggen. Men laat zich in die positie fotograferen en deze foto wordt via sociaalnetwerksites verspreid.
Veel plankers houden de handpalmen richting de lucht, maar dit is geen "regel". Extra moeilijk wordt planking wanneer men niet op een vlakke ondergrond gaat liggen, maar bijvoorbeeld alleen het bekken, of juist alleen de voeten en schouders laat ondersteunen, zodat een deel van het lichaam vrij in de lucht hangt. Verder is het een rage om juist op lastige plekken, op bekende locaties of tijdens belangrijke gebeurtenissen te planken.

## Herkomst
De herkomst van planking is niet helemaal duidelijk. Mogelijk werd het voor het eerst populair in Engeland om vervolgens over te waaien naar Australië.
De Facebookpagina The Lying Down Game werd in 2006 opgericht. Vanaf 2009 werd in Australië ook de term planking gebruikt en werd een rage rond 2011. De publiciteit over een dodelijk planking-ongeval deed het aantal deelnemers nog stijgen.

## Gevaar

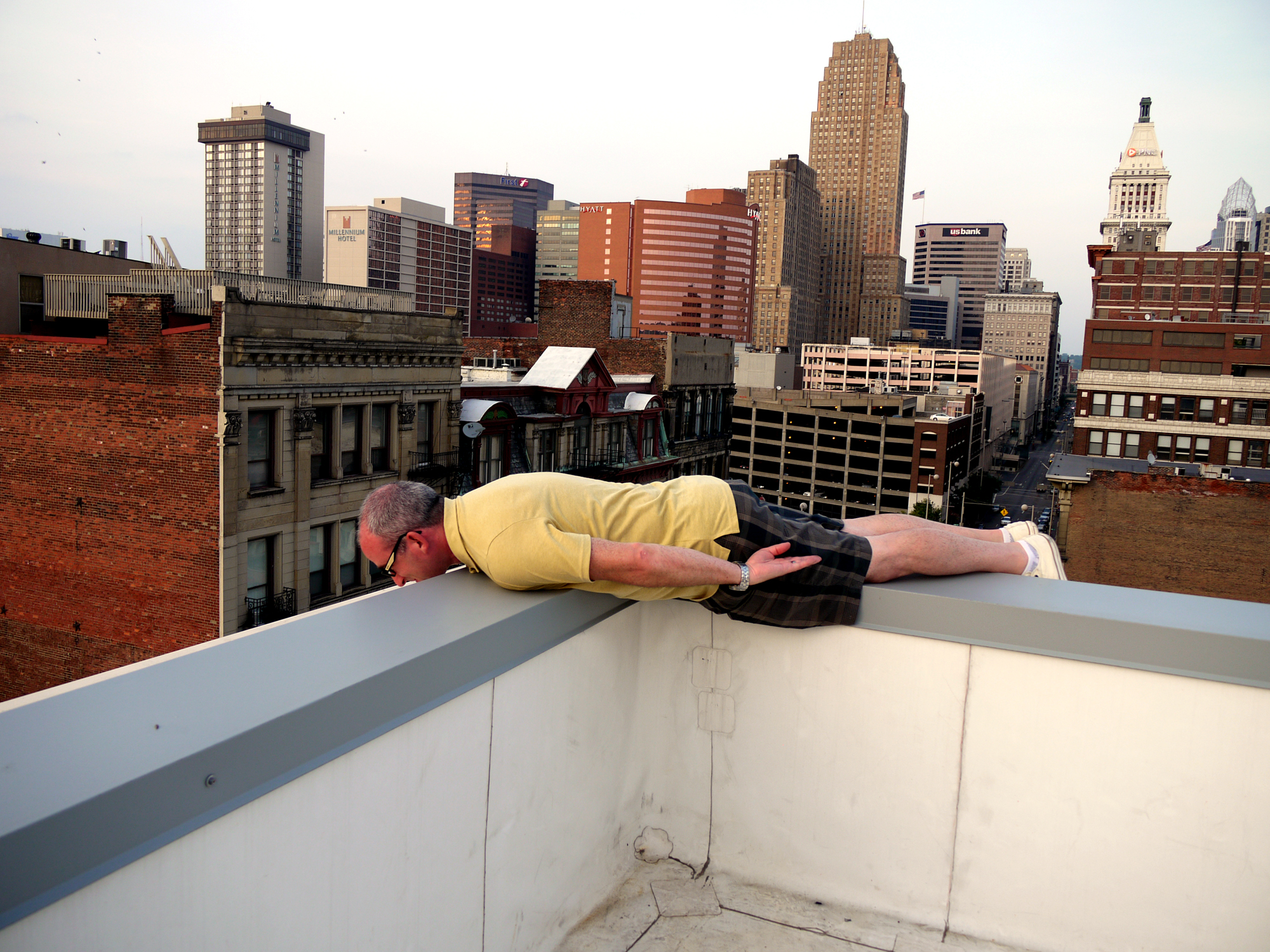
Planking op een gevaarlijke plek

Planking is in principe ongevaarlijk maar deelnemers willen graag opvallen door te planken op vreemde of gevaarlijke plekken, zoals de openbare weg of hoge gebouwen. Daarbij is ten minste één dode gevallen: op 15 mei 2011 viel de 20-jarige Australiër Acton Beale van de richel van een balkon op de zevende etage. Deze man won vervolgens een Darwin Award.

## Varianten

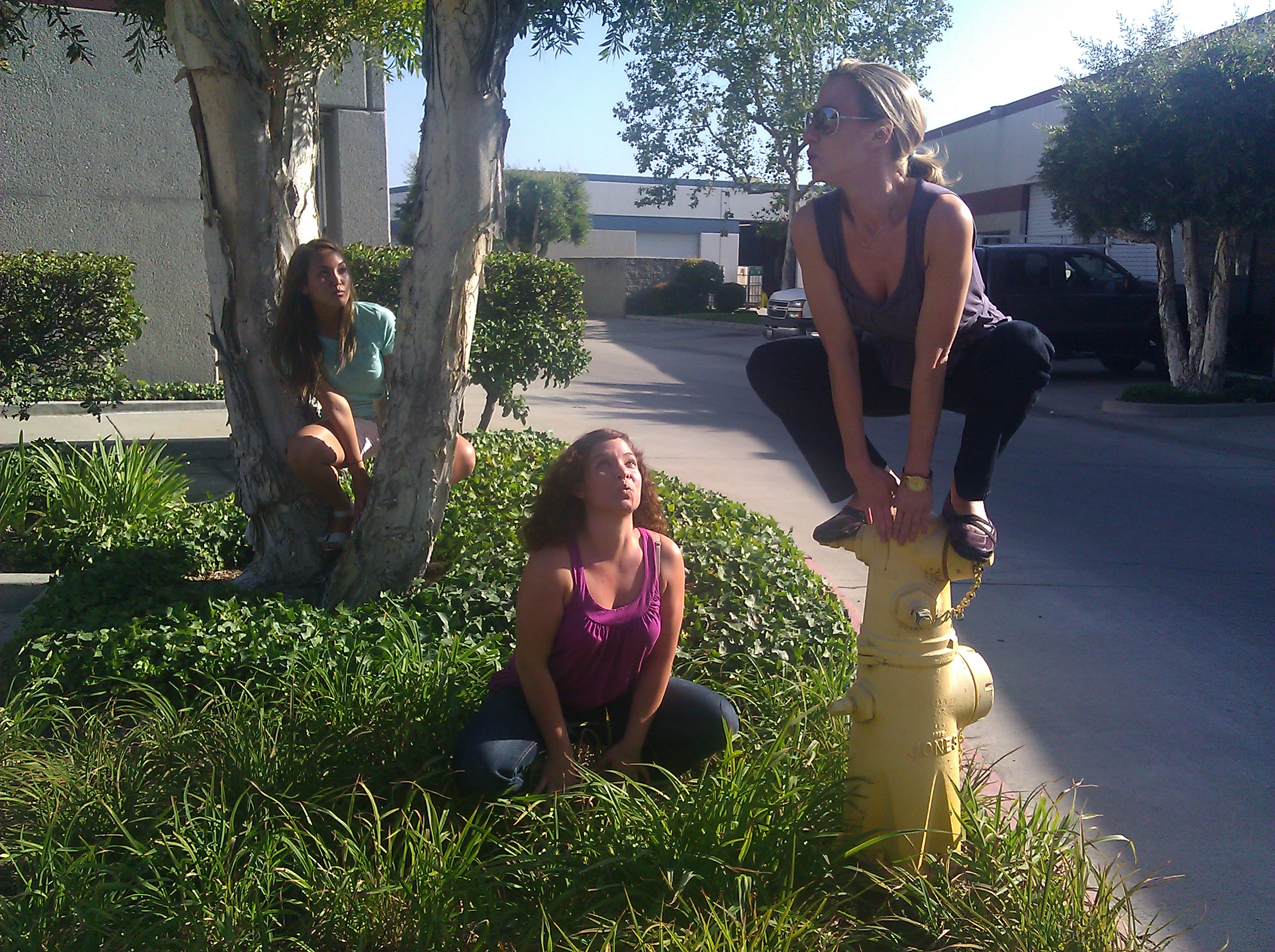
Drie vrouwen aan het Owlen

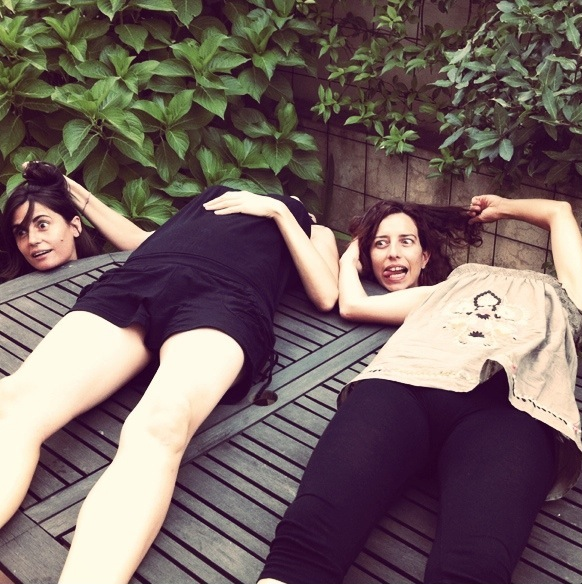
Horsemanning

op het planken zijn een aantal varianten ontstaan, zoals o.a.:
- Batmanning, waarbij iemand zich ondersteboven aan de enkels op laat hangen.
- Horsemanning, waarbij twee mensen op de foto gaan, de ene liggend met het hoofd verborgen en de ander met alleen het hoofd zichtbaar, op zo'n manier dat het net lijkt of de liggende persoon zijn/haar eigen hoofd vasthoudt. De naam is mogelijk afgeleid van de Hoofdloze ruiter uit The Legend of Sleepy Hollow.
- Owling, waarbij iemand gehurkt ergens op gaat zitten, met de handen rond de mond en een uil nadoet.
- Tebowing, hierbij gaat iemand op een enkel been knielend zitten. Dit is de typische houding waarin Americanfootballspeler Tim Tebow bidt voorafgaand aan een wedstrijd.
- Thibauting, hierbij is het de bedoeling dat een redding van Thibaut Courtois al liggend wordt nagedaan. Het Thibauting-idee komt van een Colombiaanse Atletico-fan, Martin Rosenow, die in Miami woont.[1][2]

## Bekende plankers en incidenten
- Op 29 mei 2011 publiceerde de The New Zealand Herald een foto waarop de premier van Nieuw-Zeeland, John Key, aan het planken was.
- Hugh Hefner plankte in augustus 2011 een eettafel samen met een aantal van zijn "Bunnies".
- De Canadese komiek Tom Green beweerde in 2011 dat hij in 1994 al een keer een plankingvideo had opgenomen maar dit is niet het begin van de hype geweest.
- In september 2009 werden zeven personeelsleden van het Great Western Hospital in het Engelse Swindon ontslagen omdat ze tijdens hun dienst aan het planken waren.
- Op 2 september 2011 plankte Dwight Howard samen met zo'n honderd mensen tegelijk in het Chinese Peking.

## Planking op televisie
- In de aflevering The List van de Amerikaanse comedieserie The Office zijn plankers op verschillende locaties te zien.
- In de aflevering Faith Hilling van de tekenfilmserie South Park wordt planking, of eigenlijk de spin-offs van planking, belachelijk gemaakt.